# صالح آلتین
صالح آلتین (انگلیسی: Salih Altın؛ زادهٔ ۱۷ ژوئیهٔ ۱۹۸۷) بازیکن فوتبال اهل ترکیه است.
از باشگاه‌هایی که او در آن بازی کرده‌، می‌توان به باشگاه فوتبال اسکی‌شهراسپور و باشگاه فوتبال شالکه ۰۴ اشاره کرد.
صالح آلتین همچنین در تیم‌های ملی فوتبال جوانان آلمان، و جوانان آلمان، بازی کرده‌است.